# Top lista nadrealista
Top lista nadrealista (kratica: TLN) je bila sarajevska humoristična serija tijekom 1980-ih i 90-ih godina prvo kao radijska emisija poznata i kao Primus jednom tjedno subotom prijepodne, a zatim i kao TV serija.  Serija se uglavnom stvarala u skeč formatu i prikazivala je političku i društvenu satiru. Serija je bila izuzetno popularna u bivšoj Jugoslaviji i smatrala se u mnogim aspektima prolifičkom pri prikazivanju stanja u bivšoj Jugoslaviji i naročito u Bosni i Hercegovini pred ratove tijekom 1990-ih godina.

## Povijest
Nekoliko glumaca su još 1981. na drugom programu Radio Sarajeva, u emisiji "Primus" imali svojih pet minuta rezerviranih za mlade, koji su se pretvorili u prekonoćnu senzaciju i već tada se približili slavi koja ih je kasnije dostigla. Već 1983. se osnivaju bendovi koji su trebali predstavljati okosnicu antipokreta koju je ova grupa, 20 i vrlo malo godišnjaka htjela osnovati: Zabranjeno pušenje, Elvis J. Kurtović & His Meteors i Crvena jabuka. 
Vođe ovog pokreta, oslonjenog na punk (prva, daleka veza s Pythonovcima koji su u Engleskoj posijali sjeme punka), bili su Nenad Janković (Dr. Nele Karajlić), Mirko Srdić (Elvis J. Kurtović), Davor Sučić (Sejo Sexon), Branko Đurić, Dražen Ričl (Zijo) i Zenit Đozić. 1985. prvi album Zabranjenog pušenja Das ist Valter, posvećen Olimpijskim igrama u Sarajevu i Drugom svjetskom ratu doživljava veliki uspjeh.
Nakon "Valtera", TLN konačno dobiva priliku snimiti svoju seriju. Sličnost s "Python" je očigledna, ali je jednako očita i želja da se pokaže lokalni duh što je još veći apsurd. Serija je postala legendarna u cijeloj Bosni i Hercegovini pa je zaista neobično da je druga sezona snimljena tek četiri godine kasnije. Tek je Top lista nadrealista 2 dobila ogromnu pažnju i, logično, nešto slabiji treći dio sniman predratne 1991. godine. Specijalna epizoda za Novu 1992. je i posljednja koju su "Nadrealisti" snimili zajedno. 
Početkom rata u BiH, Nele seli u Beograd, Đuro u Sloveniju, Zenit je ostao u Sarajevu i čak i tijekom rata snimao Top listu nadrealista, koja je doživjela uspjeh u Bosni i Hercegovini.

## Nadreality show
Nadreality show je nastavak Top liste nadrealista u 21. stoljeću. Novu ekipu sastavio je Zenit Đozić - Zena s Elvisom J. Kurtovićem. U novom serijalu TLN se bavi poslijeratnom Bosnom i Hercegovinom u 21. stoljeću. Vlasnici licence za Nadreality, su Federalna televizija (FTV) u Bosni i Hercegovini i RTL Televizija u Hrvatskoj.

## Glumci
- Nenad Janković
- Zenit Đozić
- Branko Đurić
- Mirko Srdić
- Davor Dujmović
- Dražen Janković
- Darko Ostojić
- Davor Sučić
- Boris Šiber
- Dado Jehan
- Dražen Ričl
- Zlatko Arslanagić

## Zanimljivosti
- U jednoj epizodi Top liste nadrealista parodiran je u 80-im popularni televizijski kviz Brojke i slova.[1]

## Vanjske poveznice
- IMDB - Top lista Nadrealista
- Blog o Top Listi Nadrealista